# Maxeys
Maxeys és una població dels Estats Units a l'estat de Geòrgia. Segons el cens del 2000 tenia 210 habitants.

## Demografia
Segons el cens del 2000, Maxeys tenia 210 habitants, 77 habitatges, i 62 famílies. La densitat de població era de 33,9 habitants/km².
Dels 77 habitatges en un 27,3% hi vivien nens de menys de 18 anys, en un 74% hi vivien parelles casades, en un 6,5% dones solteres, i en un 18,2% no eren unitats familiars. En el 13% dels habitatges hi vivien persones soles el 9,1% de les quals corresponia a persones de 65 anys o més que vivien soles. El nombre mitjà de persones vivint en cada habitatge era de 2,73 i el nombre mitjà de persones que vivien en cada família era de 3,02.
Per edats la població es repartia de la següent manera: un 23,8% tenia menys de 18 anys, un 8,6% entre 18 i 24, un 23,3% entre 25 i 44, un 22,9% de 45 a 60 i un 21,4% 65 anys o més.
L'edat mediana era de 42 anys. Per cada 100 dones de 18 o més anys hi havia 86 homes.
La renda mediana per habitatge era de 53.125 $ i la renda mediana per família de 58.750 $. Els homes tenien una renda mediana de 31.406 $ mentre que les dones 22.750 $. La renda per capita de la població era de 16.227 $. Entorn del 12,9% de les famílies i el 13,1% de la població estaven per davall del llindar de pobresa.

## Poblacions més properes
El següent diagrama mostra les poblacions més properes.